# Max Wöhler
Max Wöhler (* 1. Oktober 1860 in Frankfurt (Oder); † 24. Juli 1922 in Düsseldorf) war ein deutscher Architekt, Hochschullehrer und Politiker.

## Leben

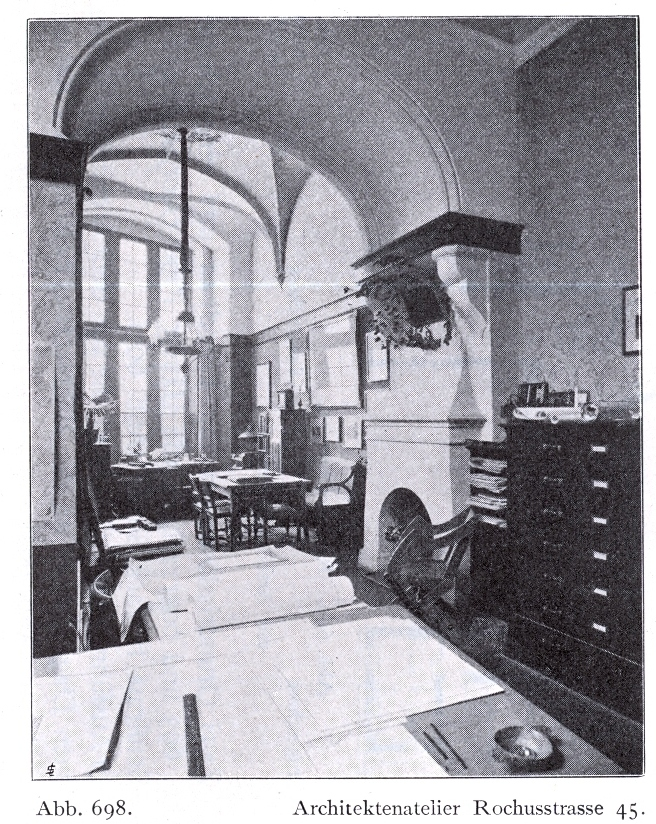
Wöhlers Atelier

Max Wöhler studierte am Polytechnikum Hannover unter Conrad Wilhelm Hase. Er leitete das 1890 gegründete Düsseldorfer Zweigbüro der Berliner Architekten Heinrich Kayser und Karl von Großheim, die damals zu den renommiertesten Architekten Deutschlands gehörten und vor allem repräsentative großbürgerliche Villen und Wohnhäuser entwarfen. Im Jahr 1899 wurde er Teilhaber des Büros, somit selbstständig und freiberuflich tätiger Architekt. Die geschäftliche Verbindung mit Kayser und von Großheim endete 1909, Wöhler hat aber anscheinend auch schon vor diesem Zeitpunkt Gebäude nach eigenen Entwürfen erbaut. Neben der Tätigkeit als Architekt lehrte Wöhler ab 1909 auch als Dozent für Wohnhauskultur an der Düsseldorfer Kunstakademie. Max Wöhler war Mitglied im Bund Deutscher Architekten (BDA), er gehörte um 1919 dem Vorstand der BDA-Ortsgruppe Düsseldorf an.
Wöhler war seit 1908 Stadtverordneter in Düsseldorf (für die Liberale Partei bzw. die DNVP) und seit 1921 Mitglied des Rheinischen Provinziallandtags.

## Werk

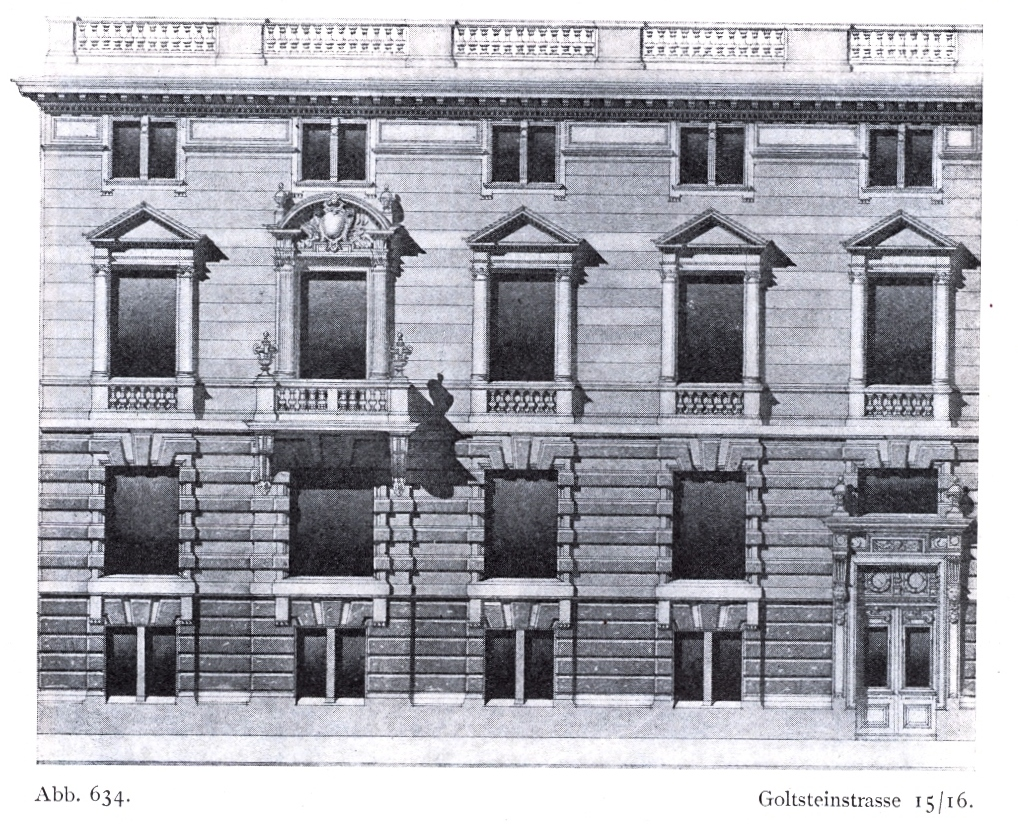
Wohnhaus Goltsteinstraße 16 in Düsseldorf

### Bauten und Entwürfe

#### In UrheberschaftKayser und von Großheim(Auswahl)
- 1892–1893 Wohnhaus Franz Haniel, auf dem Eckgrundstück Hofgartenstraße 1 / Goltsteinstraße, Düsseldorf (abgegangen)
- 1894–1895: Essmann’sche Geschäftshäuser, Blockrandbau an der Ecke Königsallee, Graf-Adolf-Straße und Hüttenstraße, Düsseldorf (Häuser Graf-Adolf-Straße 11 und 15 erhalten, seit 2010 unter Denkmalschutz)
- 1896–1897: Gebäude der Niederrheinischen Bank, Schadowplatz 14, Düsseldorf (seit 1982 unter Denkmalschutz)[2]
- vor 1899: Wohnhaus Carl Rudolf Poensgen, Jägerhofstraße 7, Düsseldorf (abgegangen)
- 1899: Wohnhaus Goltsteinstraße 16, Düsseldorf (seit 1982 unter Denkmalschutz)[3]
- 1900–1901: Wohnhaus, Humboldtstraße 15, Düsseldorf-Düsseltal
- 1901–1902: Parkhotel, Corneliusplatz 1, Düsseldorf (mit Veränderungen erhalten)
- 1902–1904: Villa Cords, Marienburger Straße 9, Köln-Marienburg (1936/37 abgebrochen)[4]
- 1906: Concordia-Haus, Bürohaus für die Concordia Electrizitäts-AG, Oststraße 128, Düsseldorf
- 1906: Wohnhaus Goltsteinstraße 24–25, Düsseldorf (seit 1982 unter Denkmalschutz)

#### In eigener Urheberschaft (unvollständig)

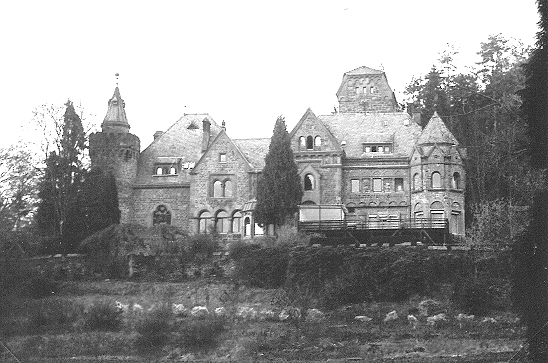
Jagdschloss Bergfeld (1977)

- 1900: Schloss Bergfeld bei Eisenschmitt (Vulkaneifel)
- vor 1904: eigenes Atelierhaus in Düsseldorf, Rochusstraße 45 (nicht erhalten)
- 1910–1911: Wohnhaus Malkastenstraße 1, Düsseldorf-Pempelfort[5] (1948 verändert, seit 1982 unter Denkmalschutz)[6]
- 1910–1911: Wohnhaus für den Industriellen Ernst Poensgen, Malkastenstraße 11, Düsseldorf-Pempelfort[5] (seit 1984 unter Denkmalschutz)[7]
- 1912: Wettbewerbsentwurf für einen Bebauungsplan „Groß-Düsseldorf“ (gemeinsam mit Ernst Stahl und G. Langen, prämiert mit dem 3. Preis)[8][9][10]
- 1912–1913: Umbau von Schloss Garath in Düsseldorf-Garath, Garather Schlossallee 19 (seit 1983 unter Denkmalschutz)[11]

### Schriften
- Gasthäuser und Hotels. Walter de Gruyter & Co., Berlin / Leipzig 1911 (= Sammlung Göschen, Hochbautechnische Bibliothek).
  - Band I: Die Bestandteile und die Einrichtung des Gasthauses. (= Band 525)
  - Band II: Die verschiedenen Arten von Gasthäusern. (= Band 526)